# Licuala peekelii
Licuala peekelii là loài thực vật có hoa thuộc họ Arecaceae. Loài này được Lauterb. mô tả khoa học đầu tiên năm 1911.